# شیواجی لوتان پاتیل
شیواجی لوتان پاتیل (انگلیسی: Shivaji Lotan Patil) کارگردان فیلم اهل هند در سینمای مراتی است. وی برنده جایزه ملی فیلم بهترین کارگردانی شده‌است.